# Baniana magniplaga
Baniana magniplaga là một loài bướm đêm trong họ Erebidae.